# Cyrtandra castanea
Cyrtandra castanea är en tvåhjärtbladig växtart som beskrevs av Elmer Drew Merrill. Cyrtandra castanea ingår i släktet Cyrtandra och familjen Gesneriaceae. Inga underarter finns listade i Catalogue of Life.